# يوشينو كيمورا
يوشينو كيمورا (باليابانية: 木村佳乃؛ بالكانا: きむら よしの) هي مؤدية صوت ومغنية وممثلة يابانية، ولدت في 10 أبريل 1976 في المملكة المتحدة.

## أعمال

### أفلام
- (2008) العمى[5][6]

## وصلات خارجية
- يوشينو كيمورا على موقع IMDb (الإنجليزية)
- يوشينو كيمورا على موقع ميوزك برينز (الإنجليزية)
- يوشينو كيمورا على موقع أول موفي (الإنجليزية)
- يوشينو كيمورا على موقع قاعدة بيانات الفيلم (الإنجليزية)